# The Machinations of Dementia
The Machinations of Dementia - debiutancki album studyjny amerykańskiej grupy muzycznej Blotted Science. Wydawnictwo ukazało się 18 września 2007 roku nakładem wytwórni muzycznej EclecticElectric. Partie gitar zostały zarejestrowane w Live Oak Studios. Ślady gitary basowej nagrał samodzielnie Alex Webster w Hell Whole Studios. z kolei partie perkusji nagrano w Doc Z Studios.

## Lista utworów
Opracowano na podstawie materiału źródłowego.
1. "Synaptic Plasticity" (muz. Webster) - 5:57
2. "Laser Lobotomy" (muz. Webster) - 5:21
3. "Brain Fingerprinting" (muz. Webster) - 3:34
4. "Oscillation Cycles" (muz. Jarzombek) - 1:38
5. "Activation Synthesis Theory" (muz. Webster) - 8:10
6. "R.E.M." (muz. Jarzombek) - 1:12
7. "Night Terror" (muz. Jarzombek) - 4:51
8. "Bleeding in the Brain" (muz. Webster) - 4:57
9. "Vegetation" (muz. Jarzombek) - 1:29
10. "Narcolepsy" (muz. Webster) - 2:53
11. "E.E.G. Tracings" (muz. Jarzombek) - 4:04
12. "Sleep Deprivation" (muz. Jarzombek) - 0:37
13. "The Insomniac" (muz. Jarzombek) - 3:56
14. "Amnesia" (muz. Webster) - 2:24
15. "Adenosine Breakdown" (muz. Jarzombek) - 3:10
16. "Adenosine Buildup" (muz. Jarzombek) - 3:10

## Twórcy
Opracowano na podstawie materiału źródłowego.

- Ron Jarzombek - gitara prowadząca, inżynieria, produkcja, miksowanie, zdjęcia
- Alex Webster - gitara basowa, inżynieria dźwięku
- Charlie Zeleny - perkusja, inżynieria dźwięku
- Jacob Hansen - mastering
- Derek Vizzi - oprawa graficzna
- Steve Connelly - oprawa graficzna
- Anthony Alanis - okładka
- Anthony G. - zdjęcia
- Victor Macias - zdjęcia
- Rev Aaron Michael Pepelis - zdjęcia
- Dr. Clyde F. Phelix, Ph. D. - zdjęcia